# Mailrelay
Mailrelay es un servicio web de email marketing. Es un software propietario para el envío de mailings, newsletters y análisis de campañas de correo electrónico.  

## Características
Fue creado en 2001 por la empresa de hosting ConsultorPC como un servicio adicional para sus clientes, y en 2011 comenzó a funcionar en forma independiente como proveedor de servicios de correo electrónico, ofreciendo entre sus funcionalidades el envío de newsletters, filtros y estadísticas.
Sus servidores se encuentran en Europa, y cuenta con planes gratuitos y de pago.
La versión 3 del software fue lanzada en marzo de 2019.
El servicio es utilizado por empresas como Asus, InteraSystem y TATA Motors, entes de gobierno y ONGs, entre ellas, Save the Children, Aldeas Infantiles y Fundación iluminafrica.
Mailrelay ha sido listado en el puesto número 12 del ranking global de software de email marketing de Capterra, y en 2015 fue parte de la Guía Quién Te Ayuda a Emprender, de la revista Emprendedores.

## Plugins y herramientas

### Plugins
Extensiones para:
- Drupal[13]
- Joomla
- Magento
- Opencart
- PrestaShop
- Sugar CRM
- vBulletin
- Wordpress
- Zen Cart

### Herramientas
- Aplicación para iPhone[14]
- Sincronización con Windows Contact